# 9111 Matarazzo
9111 Matarazzo este un asteroid din centura principală de asteroizi.

## Descriere
9111 Matarazzo este un asteroid din centura principală de asteroizi. A fost descoperit pe 28 ianuarie 1997 la Sormano de Piero Sicoli și Francesco Manca. Asteroidul prezintă o orbită caracterizată de o semiaxă mare de 2,29 ua, o excentricitate de 0,14 și o înclinație de 10,1° în raport cu ecliptica.